# Dolapo 'LowlaDee' Adeleke
Dolapo Adeleke (sinh ngày 6 tháng 9 năm 1990) là tên của một nhà làm phim và còn là đạo diễn người Nigeria.

## Lí lịch
Bà sinh ra ở bang Kano và trước khi vào đại học, bà đã viết và xuất bản 2 cuốn sách. Bà học trung học tại trường trung học Dansol, bang Lagos. Sau đó, bà vào trường đại học Convenant ở Ota bang Ogun và năm 2011 bà tốt nghiệp bằng truyền thông đại chúng.

## Sự nghiệp
Năm 2012, bà được tờ Vanguard liệt vào danh sách những người Nigeria trẻ tuổi có tác động đáng kể và được tạp chí Angles Magazine trao giải cho bài viết Flesh and Blood và The Little White Hen.
Năm 2014, bà thành lập một công ty khởi xướng và phổ biến nội dung đa phương tiện có tên là Doreen Media Africa. Năm 2016, bà thành lập LowlaDee TV. Trong một cuộc phỏng vấn với Busayo Adekoya tại tờ ThisDay, bà nói rằng bà bắt đầu làm đạo diễn. Cũng vào năm 2016, loạt phim mạng của bà tên là This is It đạt được 300,000 lượt xem và nhận được nhiều đánh giá sau khi phát hành.

## Đời tư
Tháng 8 năm 2007, trên đường đi lấy tài liệu ở đại học Covenant sau khi được nhận vào học tại đó, bà dính líu với một tai nạn khiến bà bị một vết sẹo trên mặt. Theo như lời bà, biến cố này giúp bà tự khám phá cuộc sống.

## Giải thưởng
Năm 2014, bộ phim Brave của bà thắng giải phim ngắn xuất sắc nhất tại lễ trao giải xuất sắc nhất Nollywood (nền công nghiệp điện ảnh của Nigeria).
Năm 2015, bộ phim này được đề cử giải đạo diễn xuất sắc nhất và phim ngắn xuất sắc nhất.
Năm 2016, bộ phim This is It được đề cử giải đạo diễn của năm.

## Phim ảnh
| Năm  | Tên phim             | Ghi chú                                              |
| ---- | -------------------- | ---------------------------------------------------- |
| 2013 | Be My Guest          |                                                      |
| 2013 | The Call             | Có sự góp mặt của Eldee, Paul Utomi và Adesua Etomi  |
| 2014 | Brave                | Có sự góp mặt của Adesua Etomi                       |
| 2015 | A Place Called Happy | Có sự góp mặt của Blossom Chukwujekwu và Kiki Omeili |
| 2016 | This Is It           | Có sự góp mặt của Nick Mutuma                        |
| 2017 | Entangled            |                                                      |